# Crystal Space
Crystal Space is een vrij framework om 3D-applicaties te ontwikkelen gemaakt door Jorrit Tyberghein en anderen. Het project werd opgestart op 26 augustus 1997. Crystal Space wordt meestal gebruikt als een engine maar is algemeen genoeg om gebruikt te worden voor andere 3D-toepassingen. Crystal Space werkt op Windows, Linux, Unix en Mac OS X. Crystal Space is open source en gebruikt de LGPL.
Crystal Space werkt standaard met OpenGL maar kan ook gebruikmaken van een gelimiteerde softwarerenderer.
Enkele spellen die Crystal Space gebruiken zijn PlaneShift en Yo Frankie!.
Crystal Space werd gemaakt in C++. Het is zeer modulair en werkt met een systeem van plug-ins.